# Линдси, Лори
Лори Энн Линдси (англ. Lori Ann Lindsey; род. 19 марта 1980, Индианаполис) — американская футболистка, полузащитник. Серебряный призёр чемпионата мира (2011) в составе национальной сборной.

## Карьера

### Студенческая карьера
В футболе дебютировала в 1998 году в женском студенческом футбольном клубе «Вирджиния Кавальерс», в составе которого выступала на протяжении первых трёх сезонов своей игровой карьеры.

### Клубная карьера
В 1997 году Линдси присоединилась к профессиональной футбольной команде «Индиана Блейз», проведя в её составе три сезона. В 2002 году она была включена в команду другого американского клуба «Сан-Диего Спирит», в составе которого отыграла 20 матчей. В 2003 году Линдси перешла в «Вашингтон Фридом», вместе с которым в общей сложности выступала на протяжении четырёх сезонов.
В 2010 году перешла в команду «Филадельфия Индепенденс», которую представляла в 35 официальных матчах, после чего стала выступать за «Уэстерн Нью-Йорк Флэш». Спустя сезон Линдси была включена в основной состав клуба «Вашингтон Спирит», однако, в том же году стала выступать за австралийскую команду «Канберра Юнайтед» на правах аренды. Спустя сезон она окончательно переехала в Австралию, где стала постоянным игроком основного состава «Канберры».
В конце 2014 года Линдси объявила о скором уходе из футбола, завершил профессиональную игровую карьеру в 2015 году в возрасте 35 лет.

### Карьера в сборной
В 2005 году дебютировала в официальных матчах в составе женской национальной сборной США по футболу. В 2011 году вместе с командой выступала на чемпионате мира в Германии, завоевав серебряные медали турнира.
Всего в составе национальной команды приняла участие в 31 матче, отметившись одним забитым мячом.

## Личная жизнь
Линдси проживает в Вашингтоне, округ Колумбия. В 2012 году она публично объявила о своей гомосексуальности в интервью журналу Autostraddle.